# Uniwersytet w Bielefeld
Uniwersytet w Bielefeld – niemiecka uczelnia publiczna w Bielefeld, w Nadrenii Północnej-Westfalii, założona w 1969 roku.
Wszystkie wydziały (matematyki, fizyki, chemii, prawa, ekonomii, filologii, pedagogiki, psychologii i filozofii) i instytuty, a także biblioteka, ulokowane są w głównym gmachu. Na kampusie znajduje się centrum matematyki ekonomicznej oraz centrum ekonomicznych badań empirycznych.
Pierwszym rektorem uczelni był Karl Peter Grotemeyer (w latach 1970–1992). Od 1992 przyznawana jest nagroda jego imienia dla najlepszego dydaktyka.
Na uniwersytecie tym wykładał noblista Reinhard Selten (prowadził zajęcia z dziedziny ekonomii i teorii gier).